# Christo Łukow
Christo Nikołow Łukow (bułg. Христо Николов Луков, ur. 6 stycznia 1887 w Warnie, zm. 13 lutego 1943 w Sofii) – bułgarski wojskowy, generał porucznik, w latach 1935-1938 minister wojny, ofiara zamachu.

## Życiorys
Syn Nikoli Conewa Łukowa i Penki. W 1907 ukończył szkołę wojskową w Sofii, ze specjalnością oficera artylerii. W czasie wojen bałkańskich pełnił funkcję adiutanta w 2 pułku artylerii. W czasie I wojny światowej dowodził baterią w 27 pułku artylerii. Przypisywano mu heroiczną obronę Kiustendiłu we wrześniu 1918, którego miał bronić przed przeważającymi liczebnie wojskami serbskimi, mając do dyspozycji zaledwie cztery armaty. W latach 1919–1924 dowodził 2 pułkiem artylerii 1 sofijskiej dywizji piechoty, a następnie 5 pułkiem artylerii w 5 dunajskiej dywizji piechoty. W roku 1924 objął stanowisko komendanta szkoły artylerii, w tym czasie redagował pismo Artilerijski pregled. W 1928 wydał książkę Motorizacijata na armijata (Моторизацията на армията), skupiając się na tematyce mobilności jednostek artylerii. Od 1928 kierował wydziałem inspekcji jednostek artylerii w ministerstwie wojny. W latach 1934–1935 dowodził 2, a następnie 3 dywizją piechoty. W stopniu generała-majora przeszedł w stan spoczynku i w 1935 objął stanowisko ministra wojny w gabinecie Georgiego Kjoseiwanowa. Jako minister rozpoczął proces przezbrojenia armii bułgarskiej i reorganizację szkół wojskowych.
Politycznie związany z bułgarską prawicą, był działaczem Unii Bułgarskich Legionów Narodowych i Narodowego Ruchu Socjalnego Aleksandra Cankowa. Po konflikcie z Cankowem w 1938 podał się do dymisji i przeszedł w stan spoczynku. W czasie II wojny światowej był zwolennikiem bliskiej współpracy bułgarsko-niemieckiej, wysłania jednostek bułgarskich na front wschodni, a także podjęcia działań represyjnych wobec ludności żydowskiej. W 1943 rozpoczął formowanie legionu bułgarskiego, który miał wesprzeć Niemców na froncie wschodnim.
Był żonaty (żona Newena z d. Popilijewa), miał córkę Penkę.

## Zamach i śmierć
W 1942 Komitet Centralny Bułgarskiej Partii Komunistycznej powołał do życia czternastoosobową grupę bojową (określaną jako Czarne anioły), która miała wykonywać wyroki śmierci, wydane przez partię. Na liście celów znalazł się także gen.Christo Łukow. Do wykonania wyroku wyznaczono dwoje działaczy ruchu oporu, pochodzenia żydowskiego - Iwana Burudżiewa i Wioletę Bohor Jacob. Zaatakowali oni Łukowa przed jego domem, kiedy wracał z kina. Świadkiem zamachu była dziewięcioletnia córka Łukowa. Postrzelony przez Burudżiewa w ramię Łukow przydusił zamachowca do ściany, ale zginął od strzałów w plecy oddanych przez Jacob. Sprawcom udało się uciec. Uroczystości pogrzebowe gen. Łukowa odbyły się w Cerkwi Świętej Niedzieli w Sofii, z udziałem cara Borysa III.

## Postać Christo Łukowa w kulturze
Scena zabójstwa gen. Łukowa pojawiła się w filmie Czarne anioły (Черните ангели) z 1970, w reż. Wyło Radewa. Postać generała stała się inspiracją dla skrajnej prawicy w Bułgarii, która od 2003 organizuje w lutym marsze ku jego czci (Луковмарш).

## Awanse
- podporucznik (Подпоручик) (1907)
- porucznik  (Поручик) (1910)
- kapitan  (Капитан) (1913)
- major  (Майор) (1918)
- podpułkownik  (Подполковник) (1923)
- pułkownik  (Полковник) (1928)
- generał major  (Генерал-майор) (1935)
- generał porucznik (Генерал-лейтенант) (1938)

## Odznaczenia
- Order za Waleczność IV st.
- Order Zasługi Wojskowej I st.
- Order Świętego Aleksandra III st. i IV st.
- Krzyż Żelazny II kl.